# Мачула Євдокія Петрівна
Євдокія Петрівна Мачула (нар. 1952, село Олексіївка, тепер Новоайдарського району Луганської області) — українська радянська діячка, доярка (оператор машинного доїння) колгоспу імені XX з'їзду КПРС Новоайдарського району Ворошиловградської (Луганської) області. Депутат Верховної Ради СРСР 10—11-го скликань.

## Біографія
Народилася в березні 1952 року в селянській родині Петра Коваля. Освіта середня.
У 1967—1968 роках — доярка колгоспу імені Кірова села Олексіївки Новоайдарського району Луганської області.
З 1969 року — доярка, з 1971 року — майстер-оператор машинного доїння колгоспу імені XX з'їзду КПРС села Колядівки Новоайдарського району Ворошиловградської (Луганської) області.
Обиралася делегатом XVIII з'їзду ВЛКСМ.
Потім — на пенсії в селі Колядівка Новоайдарського району Луганської області.

## Нагороди
- орден Трудового Червоного Прапора
- медаль «За трудову доблесть»
- медалі